# Голохвостые опоссумы
Голохвостые опоссумы, или короткохвостые опоссумы, или сумчатые землеройки (лат. Monodelphis) — род млекопитающих семейства опоссумов. Самые маленькие представители опоссумов.
Эти животные ведут ночной образ жизни. У них прекрасное обоняние и слух, это помогает им охотиться и, в свою очередь, избегать хищников. Имеют 50 острых зубов, которые позволяют им справиться с такой добычей, как скорпионы, пауки, насекомые и грызуны.

## Научные данные
Длина тела 8—16 см, хвоста 4—8 см. Хвост хватательный, при помощи него опоссум может переносить с места на место свою пищу и материалы для строительства гнезда. Глаза маленькие. Шерсть короткая, густая. Хвост голый. Окраска от серой до бурой или чёрной; у многих с продольными тёмными полосами. Выводковой сумки нет. Живут в Южной Америке, преимущественно в Бразилии. Распространены от северной части Аргентины до северной части Перу и Бразилии. Они могут хорошо лазать по деревьям, но предпочитают жить на земле. Некоторые поселяются в жилье человека. Всеядны. Размножаются круглый год. В помёте 8—16 детёнышей. Половая зрелость наступает на 4—5 месяце после рождения. Продолжительность жизни 8 лет.

## Виды
По состоянию на июнь 2021 года, Американское общество маммологов признаёт 24 вида голохвостых опоссумов:
- Дымчатый опоссум (Monodelphis adusta), или колумбийский опоссум[3]
- Трёхполосый опоссум (Monodelphis americana)
- Monodelphis arlindoi
- Трёхцветный опоссум (Monodelphis brevicaudata)
- Серый короткохвостый опоссум (Monodelphis dimidiata), или серый опоссум[3]
- Домовый опоссум (Monodelphis domestica)
- Опоссум Эмилии (Monodelphis emiliae)
- Monodelphis gardneri
- Monodelphis glirina
- Monodelphis handleyi
- Опоссум Айеринга (Monodelphis iheringi)
- Карликовый короткохвостый опоссум (Monodelphis kunsi)
- Опоссум Осгуда (Monodelphis osgoodi)
- Каштановополосый опоссум (Monodelphis palliolata)
- Monodelphis peruviana
- Monodelphis pinocchio
- Monodelphis reigi
- Monodelphis ronaldi
- Monodelphis saci
- Monodelphis sanctaerosae
- Красноголовый опоссум (Monodelphis scalops)
- Monodelphis touan
- Однополосый опоссум (Monodelphis unistriata)
- Monodelphis vossi

## Природоохранный статус
Monodelphis sorex и Monodelphis rubida считаются находящимися под угрозой исчезновения. Monodelphis dimidiata необычна тем, что самки этого вида после родов умирают.